# August Wilhelm (Braunschweig-Wolfenbüttel-Bevern)

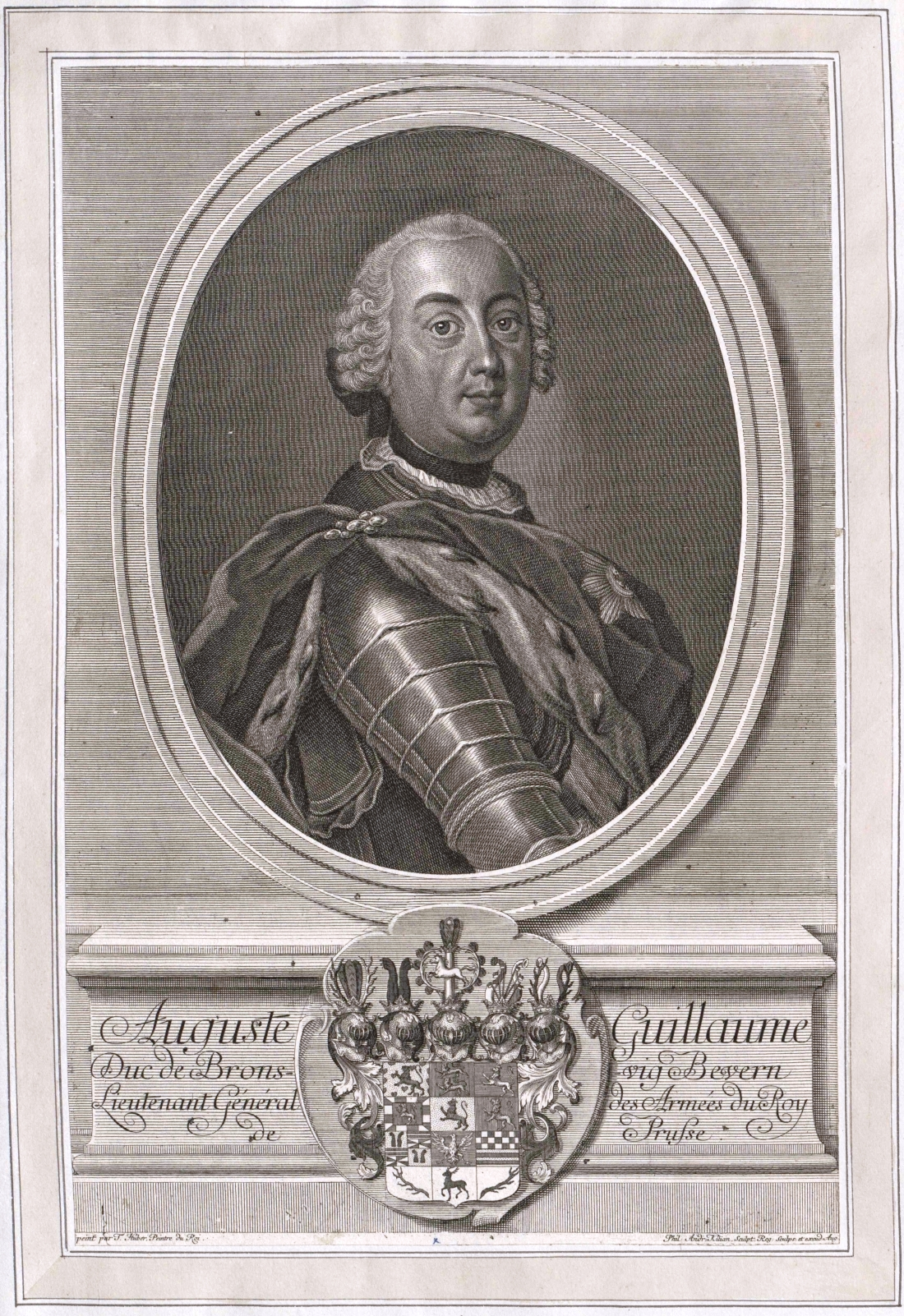
Herzog August Wilhelm, Stich von Philipp Andreas Kilian

August Wilhelm von Braunschweig-Wolfenbüttel-Bevern (* 10. Oktober 1715 in Braunschweig; † 2. August 1781 in Stettin) war Herzog von Braunschweig-Wolfenbüttel-Bevern, Gouverneur von Stettin und preußischer Infanteriegeneral aus dem Haus der Welfen.

## Leben
August Wilhelm war der Sohn des Herzogs Ernst Ferdinand. Bereits 1725 bis 1730 wurde für ihn das Jagdschloss Walkenried errichtet. Er ist der Begründer der sog. jüngeren Linie Bevern. 1731 trat er als Kapitän in preußische Kriegsdienste.
Unter Friedrich Wilhelm I. nahm er 1734 am Rheinfeldzug des Polnischen Erbfolgekrieges teil. Er diente dort unter seinem Onkel Ferdinand Albrecht II. (Braunschweig-Wolfenbüttel), dem Reichsmarschall, als Major. Am 5. Mai 1735 wurde er zum Oberstleutnant und 1739 zum Oberst befördert. Im Juni 1741 wurde er Regimentsinhaber des nun nach ihm benannten „Regiments Braunschweig-Bevern zu Fuß“, übernahm aber schon im Oktober das höherrangige erledigte „Regiment Bredow zu Fuß“.
Unter Friedrich II. nahm er im Ersten Schlesischen Kriege an der Belagerungen von Brieg und Neisse teil. In der Schlacht bei Mollwitz wurde er verwundet. Am 12. Mai 1742 wurde er zum Generalmajor befördert. Während des Zweiten Schlesischen Krieges kämpfte er in der Schlacht bei Hohenfriedeberg. Dort führte er als Generalmajor eine Brigade. 1746 wurde er Kommandant von Stettin und im Juli 1747 wurde er dort Gouverneur. Am 17. Mai 1750 wurde er Generalleutnant und bekam den Schwarzen Adler-Orden.
Zeitlebens führte August Wilhelm das Leben eines Junggesellen. Ein Unteroffizier seines Regiments berichtete: „Gegen das andere Geschlecht war er zwar artig, doch durfte ihm solches nie zu nahe kommen; ich weiß mich daher nicht zu besinnen, in einem Gouvernementshause je ein Frauenzimmer bemerkt zu haben, wie er denn auch durch seine ganze Lebenszeit unverheiratet geblieben ist.“ War er den Frauen abgeneigt, so hielt er sich eine große Anzahl von Tieren, insbesondere Hunden, „welche die Erlaubnis hatten, sich seines Bettes zu bedienen, wie auch von anderen Tieren.“

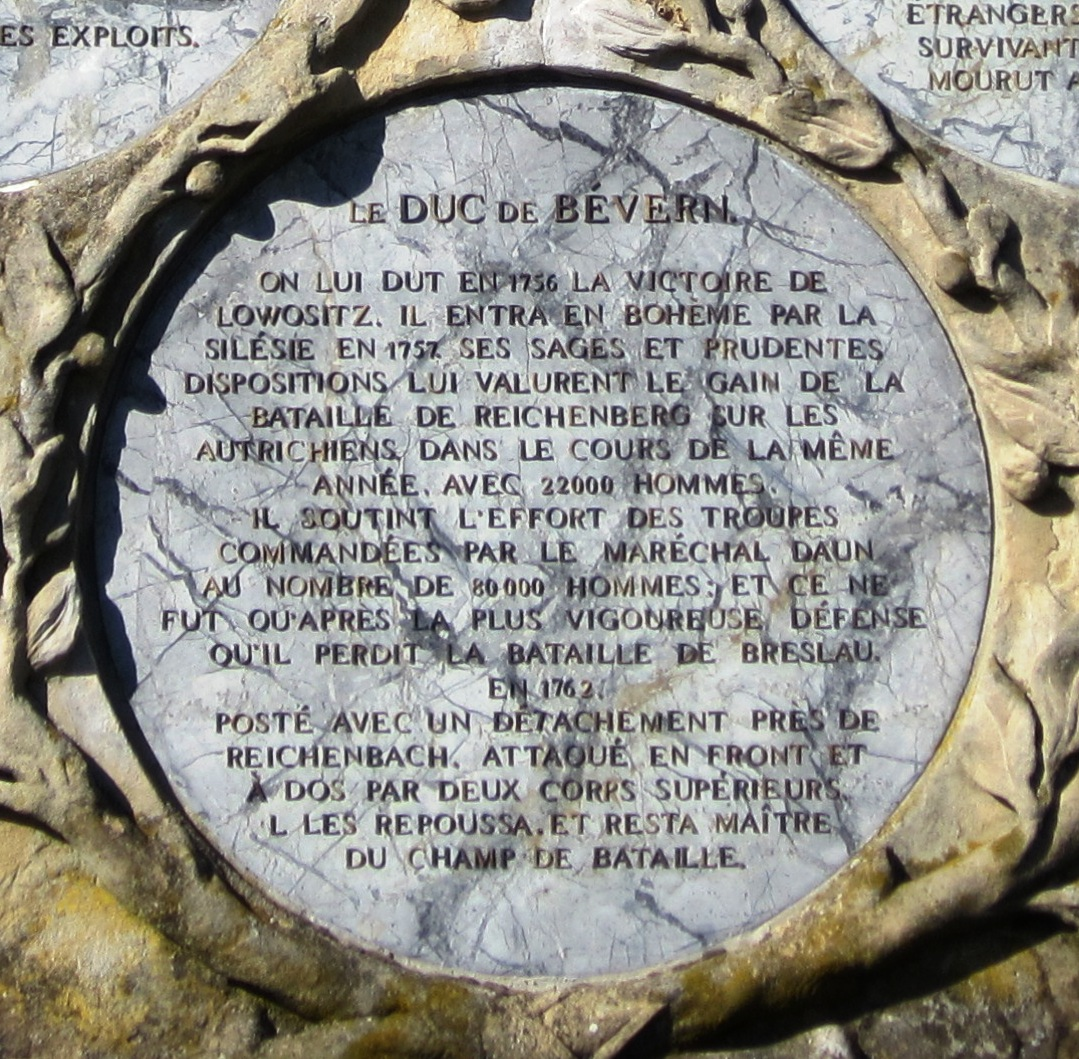
Ehrentafel Für August Wilhelm am Rheinsberger Obelisken

Zu Anfang des Siebenjährigen Kriegs führte August Wilhelm eine aus pommerschen Regimentern bestehende Kolonne nach Sachsen und Böhmen und befehligte am 1. Oktober 1756 in der Schlacht bei Lobositz – wo er beim Ausgehen der Munition durch einen Bajonettangriff den Sieg entschied – den linken Flügel.
Am 21. April 1757 schlug er die Österreicher unter General Christian Moritz von Königsegg-Rothenfels in einem Gefecht bei Reichenberg, worauf er sich mit Feldmarschall Kurt Christoph Graf von Schwerin vereinigte und in der siegreichen Schlacht bei Prag am 6. Mai 1757 einen Teil des rechten Flügels befehligte. Danach wurde er mit 20.000 Mann Leopold Joseph Graf Daun entgegengeschickt, wagte aber denselben nicht anzugreifen, worauf es Friedrich II. tat und am 18. Juni 1757 die Schlacht von Kolin verlor.
Ende August erhielt August Wilhelm in Schlesien den Oberbefehl. Doch wurde er zuerst am 7. September 1757 in der Schlacht von Moys und am 22. November 1757 in der Schlacht von Breslau von dem überlegenen Kaiserlichen Heer unter Herzog Karl von Lothringen geschlagen. Am darauf folgenden Morgen geriet er bei einem Erkundungsritt in Gefangenschaft.
Im Mai 1758 aus der Gefangenschaft zurückgekehrt, ging er in das Gouvernement von Stettin und hielt die Festung gegen die Russen und Schweden bis zum Waffenstillstand des Jahres 1762. Am 28. Februar 1759 wurde er zum General der Infanterie befördert. 1762 schloss August Wilhelm in Stargard einen Waffenstillstand mit den Russen, zog dann von neuem ins Feld und siegte am 16. August 1762 in der Schlacht bei Reichenbach über die Österreicher unter Daun. Er starb am 2. August 1781 als Gouverneur von Stettin.
Meyers Konversations-Lexikon bezeichnet ihn als trefflichen Taktiker und tapferen Soldaten, spricht ihm als Feldherrn aber die Selbständigkeit des Geistes und die Kraft des Willens ab. Prinz Heinrich von Preußen widmete ihm eine Gedenktafel auf seinem Rheinsberger Obelisken.

## Werke
- Versuch und Auszug einer Geschichte der Churfürstlich Brandenburgischen und nachherigen Königlich Preussischen Armee. Mit Einführung von Hans Droysen. Neudruck der Ausgabe 1886. Biblio-Verlag: Osnabrück 1976. Geb. Mit Vorwort von Hans Bleckwenn. ISBN 3-7648-0998-1